# Vandijkophrynus amatolicus
Vandijkophrynus amatolicus је водоземац из реда жаба (Anura) и фамилије Bufonidae. 

## Угроженост
Ова врста се сматра угроженом.

## Распрострањење
Ареал врсте је ограничен на једну државу. 
Јужноафричка Република је једино познато природно станиште врсте.

## Станиште
Станишта врсте су шуме, травна вегетација и слатководна подручја. 
Врста је по висини распрострањена од 1400 до 1800 метара надморске висине.